# Dróttkvætt
Das Dróttkvætt („Hofton“) ist die strengste Strophenform der altnordischen Skaldendichtung und gleichsam ihr Hauptversmaß. 5/6 aller erhaltenen Texte sind im Hofton abgefasst.

## Struktur
Die Struktur des Dróttkvætt ist durch Halbverse, Stäbe, Binnenreime und Kenningar näher bestimmt. Die Form ist bindend.

### Metrik + Stäbe
Eine Strophe („vísa“) besteht aus je 2 Halbstrophen („helmingr“) mit je vier sechsgliedrigen Halbzeilen („vísuorð“). Im Anvers müssen sich zwei Stäbe („stuðlar“) auf betonten Silben befinden, im Abvers ein Stab („höfuðstaðr“) auf der ersten Silbe, wobei Konsonanten mit sich selbst staben und Vokale miteinander.

### Binnenreime
In jedem Halbvers befindet sich zusätzlich ein Binnenreim („hending“), wobei hier der Gleichklang von Lauten innerhalb von Reimworten gemeint ist. Jede vorletzte, betonte Silbe nimmt am Binnenreim teil. Der Reimpartner muss auf einer betonten Silbe weiter vorn sein. In jedem ungeraden Halbvers sind die Binnenreime Halbreime („skothending“), d. h. nur Konsonantenklänge stimmen überein. In geraden Halbversen sind die Binnenreime jedoch Vollreime („aðalhending“), d. h. Vokale und Konsonanten lauten gleich.

### Kenningar
Darüber hinaus sind im Hofton sogenannte Kenningar unabdingbar. Das sind zwei- oder mehrgliedrige, bildliche Umschreibungen, die sich im Idealfall nur mit einer speziellen Kenntnis der altnordischen Mythologie entschlüsseln lassen. Einige Kenningar sind auch aus dem Kontext heraus zu entschlüsseln. Typischerweise ist jede Halbstrophe von je einer Kenning bestimmt, die auch mehrere Teile oder Glieder haben kann.

### Wortstellung
Da der Dichter durch diese Formstrenge relativ eingeschränkt ist, besteht seine einzige Ausweichmöglichkeit in der Wortstellung, was darauf hinausläuft, dass die Syntax nicht immer leicht zu durchschauen ist.

## Beispiel
Das Beispiel ist ein Totenpreis für den dänischen Wikingerführer Sibbe, der in jüngerem Futhark (Runen) auf den Stein von Karlevi geritzt ist. Fett sind die Stäbe, unterstrichen die Binnenreime und {in geschweiften Klammern} die Kenningar, wobei zusammenhängende Teil-Kenningar durch + gekennzeichnet sind.
Folginn liggr hinn’s fylgðu

(flestr vissi þat) mestar

dáðir {dolga þruðar

draugr} í þeimsi haugi.

Mun-at {reið-Viðurr}+ ráða

rógostarkr í Danmǫrku

+{Endils jǫrmungrundar}

ørgrandari landi.
In diesem Hügel verborgen liegt der Krieger („Baum der Thrud der Kämpfe“), dem (die meisten wissen das) die größten Taten folgten. Nicht wird ein kampfstarker, untadeliger See-Krieger („Wagen-Odin des weiten Grundes des Endill“) über Land in Dänemark herrschen.

## Überlieferung
Viele Skaldenstrophen sind als Zitate in Sagas oder in der Snorra-Edda, dem Skaldenlehrbuch Snorri Sturlusons (1179–1241), überliefert. Im Gegensatz zu Edda-Liedern sind die Skaldenstrophen häufig mit Verfassernamen angeführt.
Frühe Formen finden sich bei Bragi Boddason (9. Jh.), dem ersten namentlich bekannten Skaldendichter und Egill Skallagrímsson, der um 900 bis nach 990 gelebt hat.